# Феликс Петанчич
Феликс Петанчич, известен като Рагузинус и Далмата (на хърватски: Feliks Petančić; на латински: Felix Brutus Petancius, Petantius, Pliancus, de Petanciis, Ragusinus, Dalmata, Segniensis), е рагузки учен, унгарски дипломат, историк османист и отличен миниатюрист и калиграф от XV – XVI век.
На базата на отличното си хуманистично образование, знанието на много езици и богатия си житейски опит, Петанчич пише няколко произведения за Османската империя, с които става най-четеният автор османист на XVI век, един от основателите на жанра за турските неща, станал популярен в Европа през следващите векове. Петанчич е един от първите европейски автори, който дава систематизирано описание на османската армия, съдебни структури, администрация, приходи и разходи на Империята. В своите миниатюри Петанчич достига завидно художествено ниво, като в богато илюстрираните му книги се открояват портретите на съвременници, особено султаните, и сцените от всекидневния живот на османците.

## Биография

### Минатюрист
Роден е около 1455 година в Рагуза (Дубровник) и затова носи прякорите Рагузинус (Дубровничанин) и Далмата (Далматинец). Баща му Деодатус или Божидар е от незнатен произход и носи фамилното име Брутус. Негов чичо е архиепископ Христофор Модрушки, приближен на кардинал Джулиано дела Ровере. Брат му Степан е бръснар и лекар на унгарския крал Матяш Корвин (1458 – 1490), а по-късно дипломат за връзките с Рагуза на наследника му крал Владислав II Ягело (1490 – 1516).
Феликс получава образование отлично хуманистично образование в Рагуза от 1465 до 1475 година. Учи в университет в Италия. От 1478 от 1482 година работи като учител. Петанчич е полиглот – знае латински, италиански, южнославянските езици, арабски и турски. От 1482 от 1487 година е канцлер на криминалния съд на Републиката. Негово дело са преписите на документите на анжуйските владетели в Неапол от началото на XV век, направени за архива на Републиката. В 1484 година се жени за Франуша Маркович. Притежава къща и малко имение на остров Лопуд.
В средата на септември 1487 година заминава без съпругата си за Унгария и влиза в хуманистичния кръг в двора на крал Матяш Корвин в унгарската столица Буда. Вероятно благодарение на брат си и чичо си е назначен за ръководител на миниатюристката работилница в скрипториума на Библиотека Корвиниана, и се отличава като калиграф и миниатюрист при изработването на изключително красиви ръкописи в живописните традиции на италианския ренесанс. Петанчич участва в илюстрирането на ръкописа на Йоан Касиан „De institutis coenobiorim“, което се смята за шедьовър на работилницата на Матяш Корвин. По-голямата част от медальонните бюстове на турски султани, велможи и войници в този ръкопис са дело на Феликс Петанчич.
В 1491 година се връща в Рагуза и отново работи като учител калиграф. От 1493 до 1496 година е изпращан е на много дипломатически мисии на Републиката. На 12 септември 1496 година получава диплома „publicus et autenticus notarius seu tabellio et judex ordinarius“, тоест нотариус и редови съдия.

### Унгарски дипломат
През декември 1495 година отново е в Унгария – в Буда и Сен и в началото на 1496 година е назначен, а в средата на октомври заема длъжността канцлер на свободния кралски град (cancellarius iuratus spectabilis comunis Segniae). Започва да се нарича Сенски – на латински Felix Segniensis или на италиански Felice da Segna, имена които носи до смъртта си. Изглежда заема поста до 1510 година. Като сенски канцлер Петанчич поддържа стабилни връзки с Рагузката република, както се разбира от рагузко писмо от 31 януари 1500 година до Степан в Буда, в което се казва новините от Унгария да се препращат до Рагуза през Петанчич, ако не могат да се пратят през рагузките дипломатически представители или куриери.
Успоредно на изпълняването на длъжността сенски канцлер, Петанчич постъпва и на дипломатическата служба в двора на крал Владислав II. По време на дипломатическата си служба участва в много антиосмански дипломатически и военни акции. В същата 1500 година Петанчич е изпратен от двора в Буда през Венеция във Франция, за да нарисува портрета на Ан дьо Фоа, бъдещата годеница на Владислав II, за да може кралят да реши дали да се ожени за нея, както и да опипа почвата за евентуален кръстоносен поход срещу османците. На 15 юни 1501 година папа Александър VI (1492 – 1503) с була обявява поредния антиосмански кръстоносен поход и дава по 40 000 дуката годишно за военни разходи. Легатът на папа Александър кардинал Пиетро да Реджо привлича към начинанието крал Владислав II през лятото кралят изпраща Феликс Петанчич във Венеция, за да получи първия транш от папските пари за Унгария. На 15 декември Петанчич пристига при великия магистър на хоспиталиерите Пиер д'Абюсон на Родос. На 2 януари 1502 година великият магистър, като върховен главнокомандващ на съюзническите войски срещу османците, му дава писмо до Владислав II, в което излага своя план за войната с Империята – родоският флот напада по море, Унгария от север, а Грузия, Персия и Караман – от изток.
В 1502 година на път за Буда от Франция през Венеция Ан дьо Фоа с двора си пристига в Сен, където е посрещната от стария си познат Феликс Петанчич. Бъдещата кралица остава няколко дни при Петанчич, след което през Загреб заминава за Буда, където през ноември се жени за крал Владислав. След това краялт заповядва на Петанчич да замине за Венеция, където, според бележката на венецианския хронист Марино Сануто (1466 – 1536) от 12 март 1504 година, трябва да уреди спор за връщането на строителен материал, взет от княза на Раб.
С писмо от 11 юни 1504 година крал Владислав II прави Петанчич благородник и му дава имението Подгор в Гацката долина. В последните дни на декември Петанчич пристига в Рагуза с кралски пълномощия да иска от републиката да отстъпи на Унгария жито за потребностите на държавната служба в Хърватия. На 28 декември Рагузкият сенат устно излага на „унгарския кралски секретар Феликс“ (nostri Felici secretario serenissimi regis nostri Hungariae) защо не може да удовлетвори молбата на краля. И пак Сенатът на 30 декември дава на Петанчич лодка да стигне до Сен, откъдето да изпрати свой пратеник до краля и на 4 януари 1505 година той си заминава за Сен. В същата 1505 година крал Владислав II го изпраща от Родос на Хиос, за да получи потвърждение за чешкия приорат на родоските рицари. Оттогава до 1510 година сведения за Петанчич няма.
Според известието на венецианския посланик в Буда Пиетро Паскуалиго от 1 март 1510 година се разбира, че Феликс Петанчич се е върнал от Испания във връзка с Камбрейската лига, тъй като в тази година изтича седемгодишното примирие между Унгария и Османската империя: ...esser ritornato de Hyspania domino Felice Raguseo, qual fu mandato orator ad quaella maesta.... По време на Камбрейската война Унгария иска да си върне по мирен път венецианския дял от Далмация. След завръщането му от Испания, на Петанчич е наредено да отиде през Сен с кораб в Рагуза и да поиска кораби за освобождението на Далмация от венецианците, тъй като членовете на Лигата обещават 34 бойни кораба и повече, ако е необходимо. Пътуването на Петанчич е спряно от венецианския привърженик в Буда архиепископ Тамаш Естергомски и по пътя си на 1 юни Петанчич получава заповед да спре в Загреб и да не ходи в Рагуза.
Докато е в Загреб на 3 февруари 1510 година става градски съдия за срок от една година. На новата си длъжност обаче Петанчич продължава да изпълнява дипломатически мисии. На 26 март 1512 година и отново в 1513 година, след разпадането на Камбрейската лига, е в двора на османския султан Селим I Жестоки (1512 – 1520) в Константинопол, за да сключи три годишно примирие. В 1514 година вероятно отново е в Константинопол.
След това следите му се губят до 1517 година, когато в Нови Винодолски поставя в катедралата „Св. св. Филип и Яков“ надгробна плоча на чичо си архиепископ Христофор (1480 – 1499), починал на 29 януари 1499 година, която е датирана 1517 година. Надписът гласи: „Xtophore Episcopo Modrusiensi Felix Petancus de Ragusio Pat(rvo) Io(hannis) F(ilio) ob Amorem Pientissime Posuit M. D. XVII“.
След сведението от надписа на надгробната плоча няма повече данни за Феликс Петанчич и се смята, че е починал скоро след 1517 година.

## Творчество
Петанчич пише няколко произведения под формата на спомени, посветени на крал Владислав II, чиято основна цел е да се запознаят съвременниците с положението в Османската империя. Първите са замислени вероятно докато Петанчич е на Родос и написани в 1501 година. Основната цел на текстовете на Петанчич, както и изобщо на цялата му дипломатическа дейност, е борбата с османските турци, затова той събира светедия от всички възможни източници – Венеция, Родос, Рагуза, самата Империя. Поради различния произход на данните, от страни, които понякога са в различни лагери, данните на Петачич понякога си противоречат.

### „De itineribus in Turciam libellus“
През пролетта на 1502 година, след като се връща от Родос през Венеция, Петанчич поднася на крал Владислав II два ръкописа. Първият, който по-късно донася голямата слава на Петанчич, е „De itineribus in Turciam libellus“ (За пътищата в Турция). В него Петанчич разработва план за настъпление срещу османците и дова подробно описание на стратегически важните пътища на територията на Османската империя. Заради тези описания този труд на Петанчич се смята за един от най-важните източници за средновековната историческа география на Балканския полуостров. Ръкописът заимства свободно пасажи от сходно съчинение на епископа на Улцин Мартино Сегоно от 80-те години на XV век, с което Петанчич вероятно се запознава във Венеция на връщане от Родос.
След описанието на пътищата, трактатът завършва с призив към християните да не чакат врагът да ги нападне, а да пренесат войната на негова територия – в Тракия, и се посочва примерът на антиосманския лидер от предходния век Янош Хунияди. Според Петанчич населението на юг от Дунава ще се стече веднага към християнската армия, веднага щом тя пресече реката. Така основната цел на трактата е да подтикне крал Владислав II към бързо започване на антиосманска кампания.
Произведението е познато в много преписи в Милано, Будапеща и Виена. През 1522 година, след смъртта на автора му, книгата е публикувана във Виена под заглавието „De itineribus in Turciam libellus Felice Petantio cancellario Segniae autore“ с посвещение на Фердинанд I. Изданието е дело на хуманиста Йоханес Куспиниан, ректор на Виенския университет и приятел на Петанчич, а причината за издаването на книгата е най-вероятно падането на Белград в ръцете на Сюлейман Великолепни (1520 – 1566) в 1521 година и надвисващата над Унгария и Австрия заплаха. По-късно книгата претърпява множество поледващи издания и преписи, предизвикани от последвалото османско нашествени в Унгария, като тя служи и на нуждите на унгарската дипломация и на антиосманската пропаганда.
В 1883 година Константин Иречек от личния си екземпляр на изданието от 1522 година публикува в „Периодическо списание“ (4, 1883, 67 – 75) за пръв път на български език части от книгата в „Стари пътешествия по България до XV – XVIII столетие“.

### „Genealogia Turcorum Imperatorum“
Вторият ръкопис на Петанчич е „Genealogia Turcorum Imperatorum“ (Родословие на турските султани), описание на състоянието на Османската империя с кратък преглед на историята на османските султани и основна информация за османската държавна структура. Той остава цялостно непубликуван, но по-късно негови редакции влизат в състава на различни печатни издания. Ръкописът е предназначен да илюстрира събраните данни и да ги систематизира, като текстът е на второ място след образите.
Будапещенският ръкопис е с автограф на автора и се състои от четири листа. Започва с кратки бележки за появата на турците. В предговора, посветен на крал Владислав II, се обяснява целта на трактата – да се опише управленската структура на османската държава, приходите ѝ, въоръжението, броя на войските и методите ѝ на воюване. На първия лист в центъра има осем медальона с портретите на османските султани от Осман I Гази (1281 – 1324) до Баязид II Илдъръм (1481 – 1512), като медальонът на последния, съвременен на автора владетел, е по-голям и в текста са изброени поред и синовете и дъщерите му.
На втория лист от ръкописа в медальони са портретите на османските везири – Дауд, Ибрахим, Али и Скендер. При медальоните на везирите, за разлика от останалите, е възможно наличието на съзнателно търсена портретност. Надолу на втория и на следващия трети лист следват описание на различните служби при двора, както и на различните видове имперска войска – двамата кадъаскери (военните съдии) и двамата бейлербегове на Румелия и Азия, санджаците, тимарите, системата за набиране на войска, военния флот, мюфтиите, дефтердарите и канцеларията на владетеля. Описани са османските родове войска – спахиоглани, силихтари, еничари, мютеферици, мехтели, чауши, азапи, акънджии, като за всеки вид са даден иточни числа за броя на войниците и е описано въоръжението им. Накрая Петанчич дава общо число за османската войска – 67 300 души.
Накрая на третия лист са изредени приходите и разходите на Империята в дукати. Според Петанчич приходите на Румелия са 1,5 милиона, а на Анатолия – 2 милиона дуката, като те идват от данъци, наследства, облагане на добитъка, облагане на земеделската продукция, мита, търговия със сол, с мед и различни други метали. Домакинствата в Румелия са 80 000 християнски и 50 000 мюсюлмански, а в Анатолия – общо за двете религии 160 000. Основно перо в разходите на Империята е войската – за порцион и за заплати. На четвъртия лист на ръкописа са описани обичаите на турците – време и начин на молитви, байряма, начин на хранене и т.н.
Данните на Петанчич са събирани вероятно лично от него в двора на султан Баязид от устни сведения на местни военни и администратори. Това личи по употребяваните от него изрази „казват, че“, „говори се, че“ и прочее. Като вид и стил „Genealogia“ наподобява венецианските дипломатически релации, изпращани от Константинопол до Венецианския Сенат, но Петанчич е един от първите автори, които дават данни от този род. Във Венеция има запазен препис на ръкописа, който е избработен от самия Петанчич или един от вариантите, по които е направен по-късно Будапещенският ръкопис.
- Genealogia Turcorum Imperatorum
- Лист 2
- Лист 3
- Лист 4

### „Descriptio Turciae“
Венецианско влияние има и върху друг текст на Петанчич с условното име „Descriptio Turciae“ (Описание на Турция), чието време на създаване не е установено с точност. Ръкописът също е бил подготвен за Владислав II и може би също е от 1502 година, като е с информативна, а не толкова с илюстративна цел като „Genealogia“. От оригинала в Будапеща има множество преписи. Единият е бил собственост на Куспиниан, а след смъртта му в 1529 година на виенския епископ Йоханес Фабриус, а днес се пази във Виенската библиотека. Той има посвещение Felix Petantius Raguseus ad serenissimum Vladislaum Hungariae et Boemiae Regem. В текста има заимствания от венецианския хуманист Джовани Батиста Еняцио. Във Венеция, в музея Корер, също има препис на книгата, който единствен дава в заглавието името на автора и може би всъщност представлява първа редакция на книгата.

### „Historia Turcica“
Единственият богато илюстриран ръкопис „Historia Turcica“, който е бил предназначен за неосъществената коронация на Владислав II за крал на Полша в 1501 година, се пази в библиотеката на Нюрнберг с каталожен номер Nürnberg, Staatsbibliothek MS Solg. 31 2o или MS Solger 31.2.Той е заимстван от трактата на Никола Сагундино „Otthomanorum familia seu de Turcarum Imperio Historia“ (1453 – 1457).
В 1516 година пише „De origine et militari disciplina magni Turce domi forisque habitata libellus“, публикувана в 1530 година.